# Alice (film 2005)
Alice è un film del 2005 diretto da Marco Martins.